# Monte Acra

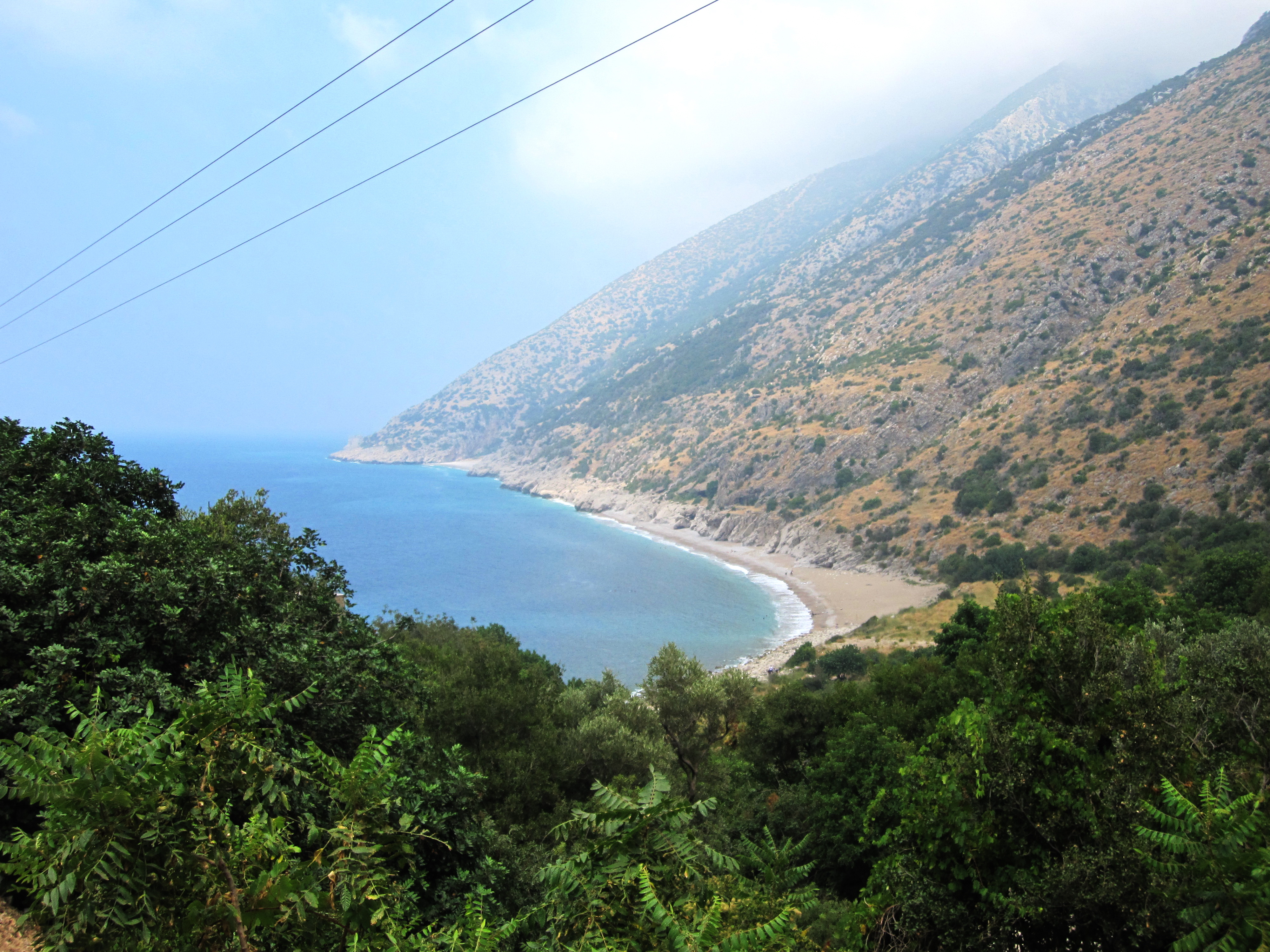
As encostas de Jebel Aqra ao longo da fronteira fronteira sírio-turca no mar Mediterrâneo

O Monte Acra ou Jebel Acra (em árabe: ; Jebel al-ʾAqraʿ, ˈd͡ʒæbæl al ˈʔaqraʕ; em turco: Cebel-i Akra), também conhecido como Monte Cásio, é uma montanha de calcário localizada na fronteira sírio-turca perto da foz do rio Orontes no mar Mediterrâneo. Seu lado turco também é conhecido como Monte Quel (Kel Dağı). Erguendo-se de uma estreita planície costeira, o Monte Acra é um marco dos marinheiros que reúne tempestades.
O local do culto ainda é representado por um enorme monte de cinzas e detritos, com 55 metros de largura e 7,9 m de profundidade, dos quais apenas os primeiros 1,8 m foram escavados. Os pesquisadores só chegaram até os estratos helenísticos antes do local ser fechado, pois fica em uma zona militar turca em sua fronteira com a Síria.

## História
O Monte Acra tem uma longa história como uma montanha sagrada.
Os Hurritas o chamavam de Monte Hazi e o consideravam a casa de seu deus da tempestade, Tessube. Os hititas continuaram sua adoração, celebrando a vitória de Tessube sobre o mar na Canção de Cumarbi encontrada em sua capital Hatusa. Eles também celebraram a montanha em seu próprio direito, nomeando-a como um fiador divino em seus tratados e observando ritos em sua homenagem.
O antigo porto de Ugarite e (moderno Ras Sanra) fica a 30 quilômetros ao sul. Textos descobertos lá na década de 1920, incluindo o Ciclo de Baal, mostraram que seus residentes consideravam o pico do Monte Sapã (acadiano, ugarítico e fenício: Ṣapānu) para abrigar o palácio de lápis e prata de seu deus da tempestade Baʿal (lit. "O Senhor" ) e sua irmã ʿAnat. Baʿal agora é frequentemente identificado com Adade e suas variações entendidas como cultos locais. A forma Baʿal Zephon (Baal-Zefom) era amplamente adorada: seu templo em Ugarite tinha um relevo de arenito dedicado a ele por um escriba real no Egito e o rei de Tiro o chamou como testemunha divina de um tratado com o imperador da Assíria em 677 AEC.
Ele aparece nas Escrituras Hebraicas como Monte Zafom (hebraico: צפון). Na antiga religião cananeia, o Monte Sapã às vezes era considerado o lar de todos os deuses, não apenas de Baal e sua irmã. Como o Monte Zafom, ele aparece nessa função no Livro de Isaías das Escrituras Hebraicas, junto com o Monte da Congregação. Por sua importância e posição no extremo norte de Canaã, também se tornou uma metonímia e, em seguida, a palavra para a direção "norte" na língua hebraica.
Sob várias formas, o culto continuou durante a antiguidade, quando era chamado de Monte Cásio (grego: Κασιος; latim: Casius Mons; armênio: Կասիոս Լեռ, Gassios Ler) e ficava 10 quilômetros (6,2 milhas) ao norte de Posideu (moderno Ras al -Bassit). Ainda mais perto, o primeiro ponto de apoio helênico no Levante fica na praia em seu flanco norte em Al Mina. Aqui, os eubeus e cipriotas experimentaram algumas de suas primeiras experiências locais das culturas semíticas do noroeste, do início do século VIII a.C. em diante. "O nome hitita persistiu na cultura neo-hitita até o século IX a.C. e, portanto, quando os gregos se estabeleceram no lado norte do Monte Hazzi, eles continuaram a chamar seu pico principal de 'Monte Cásio'", aponta Lane Fox, observando que era o Monte Olimpo do Oriente Próximo.
O culto ao deus da montanha foi transferido, por interpretatio graeca, para Zeus Cásio, o "Zeus do Monte Cásio", semelhante a Ras Kouroun no Sinai. Azulejos do santuário greco-romano no local, carimbados com o nome do deus, foram reutilizados no monastério cristão que ocupou as encostas orientais de Càsio.
Quando reis e imperadores escalaram o Monte Cásio para sacrificar em seu santuário de pico, foi uma ocasião cultural notável. Seleuco I Nicator procurou lá o conselho de Zeus para localizar sua fundação, uma Selêucia (uma de muitas) na costa. Moedas cunhadas ali ainda no século I ainda mostram o emblema da cidade, o raio, às vezes colocado sobre a almofada de um trono. No inverno de 114/15 EC, Trajano foi poupado de um grande terremoto que atingiu Antioquia; moedas comemorativas foram cunhadas apresentando o santuário de Zeus Cásio, com seu telhado pontiagudo sobre pilares, e uma representação de sua pedra sagrada arredondada, ou betil. O filho adotivo de Trajano, Adriano, o acompanhou; ele voltou em 130 EC para escalar a montanha à noite, sem dúvida, Lane Fox comenta, para testemunhar o nascer do sol, visível por vários minutos do pico, enquanto a terra abaixo ainda estava na escuridão; mais tarde foi dito que um raio no pico atingiu o animal que ele estava prestes a sacrificar. Na primavera de 363, o último imperador pagão, Juliano, escalou a montanha, onde teve uma visão epifânica de Zeus Cásio, segundo seu amigo e correspondente Libânio. 
Os nomes teofóricos gregos Cassiodora e Cassiodoro, igualmente um "presente de Cásio", lembram um voto de um ou ambos os pais feito para garantir a concepção fértil.
Os eremitas cristãos foram atraídos para a montanha; Barlaão desafiou seus demônios fundando um mosteiro perto da linha das árvores em suas encostas orientais, e Simeão Estilita, o Jovem, permaneceu por quarenta anos em um pilar perto de seus flancos ao norte até sua morte em 592.